# Prins Bertils boulehall

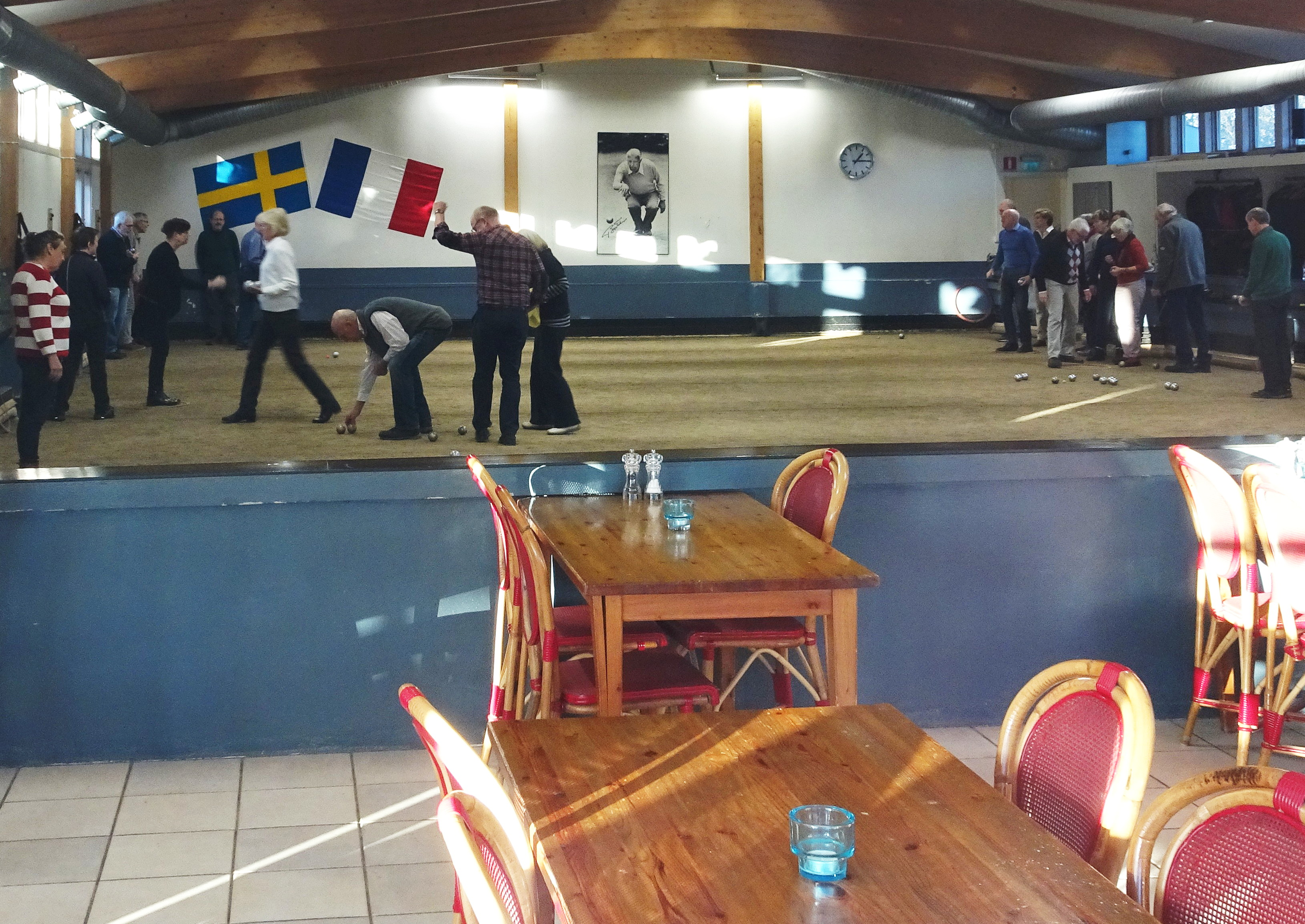
Prins Bertils boulehall, januari 2019.

Prins Bertils boulehall är en bouleanläggning vid Rosendalsvägen 38 intill Rosendals trädgård på Södra Djurgården i Stockholm. Boulehallen är uppkallad efter Prins Bertil och invigdes 1989.

## Bakgrund

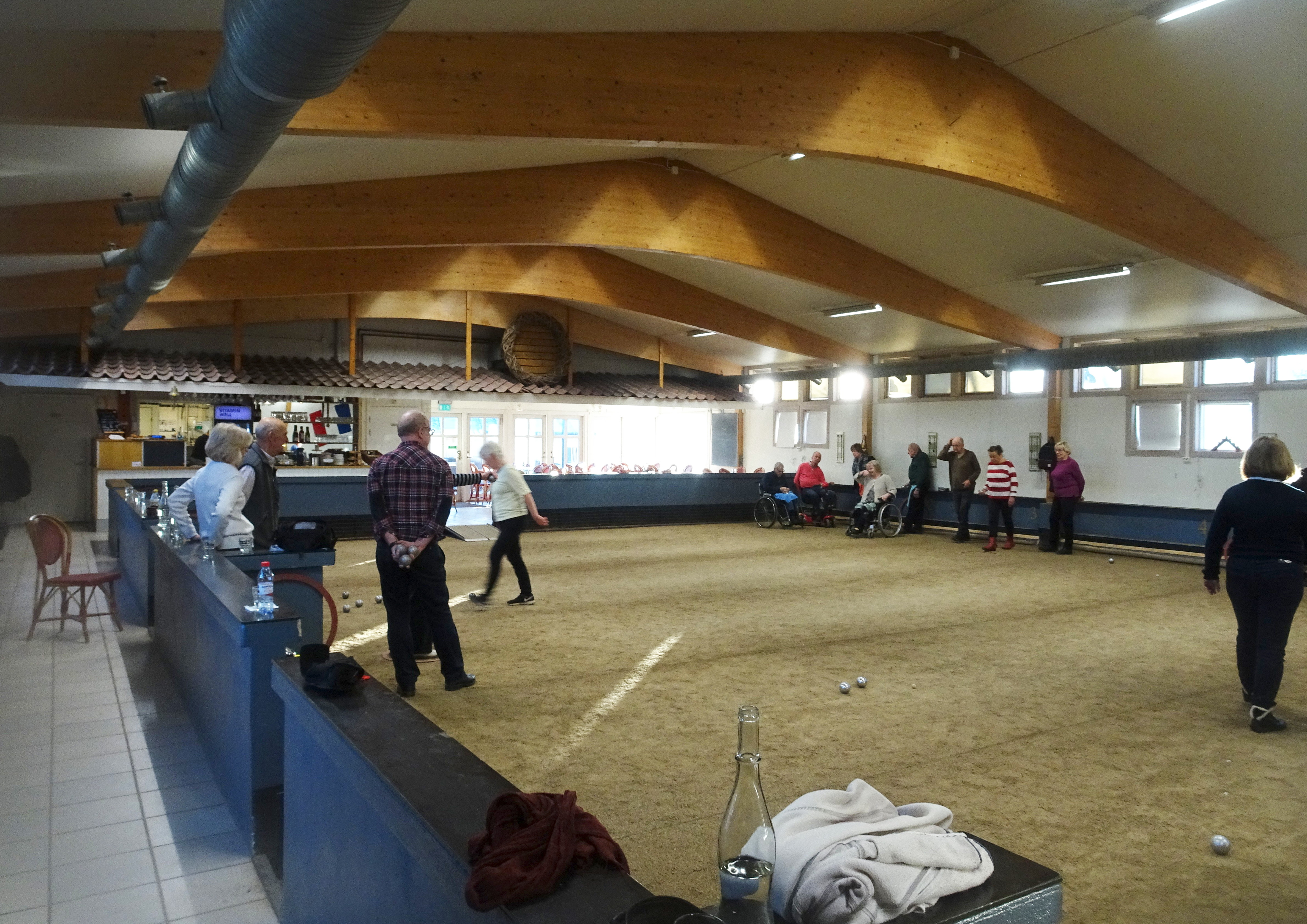
Prins Bertils boulehall, januari 2019.

Prins Bertil började uppskatta boule under sina vistelser i franska Sainte-Maxime och blev så småningom en hängiven anhängare av spelet. Genom honom fick boulespelet även större spridning i Sverige. Under sin tid på Djurgården åren 1986 till 1988 brukade han under vinterhalvåret spela boule i ett av växthusen på Rosendals trädgård. Så föddes planerna på en permanent boulehall som skulle bli en gåva till prinsens 75-årsdag. Företrädare inom svenskt näringsliv med bland andra Peter Wallenberg, Curt Nicolin och Hans Werthén startade en insamling som gav 900 000 kronor, vilka blev grundplåten för hallbygget.

## Hallen
För det praktiska genomförandet av projektet anlitades slottsarkitekt Ragnar Jonsson och slottsfogden Lars Wohlfart. Hallbyggnaden uppfördes sedan i direkt anslutning norr om Rosendals trädgårds växthus. Hallen är 28 meter lång och 15 meter bred och fick åtta banor. I södra änden anordnades en liten servering. Den 22 februari 1989, sex dagar före prinsens 77-årsdag, stod boulehallen klar och invigdes av Prinsessan Lilian. Hallen drevs fram till år 2014 av den ideella Föreningen PB-Hallen. Därefter övertogs driften av Djurgårdsbrons Sjöcafé.